# بين رايت
بين رايت (بالإنجليزية: Ben Wright)‏ (و. 1915 – 1989 م) هو ممثل، من المملكة المتحدة، ولد في لندن، توفي في بربانك، كاليفورنيا، عن عمر يناهز 74 عاماً.

## التعليم
تعلم في الأكاديمية الملكية للفنون المسرحية، في تخصص تمثيل.

## وصلات خارجية
- بين رايت على موقع IMDb (الإنجليزية)
- بين رايت على موقع ألو سيني (الفرنسية)
- بين رايت على موقع ميوزك برينز (الإنجليزية)
- بين رايت على موقع تيرنر كلاسيك موفيز (الإنجليزية)
- بين رايت على موقع أول موفي (الإنجليزية)
- بين رايت على موقع قاعدة بيانات الأفلام السويدية (السويدية)
- بين رايت على موقع ديسكوغز (الإنجليزية)
- بين رايت على موقع قاعدة بيانات الفيلم (الإنجليزية)
- بين رايت على موقع كينوبويسك (الروسية)